# Coupe d'Allemagne de football 1937
Navigation
Édition précédente Édition suivante
La Coupe d'Allemagne de football 1937 est la troisième édition de la compétition. Elle a lieu du 31 octobre 1937 au 9 janvier 1938.

## Premier tour
Les résultats du premier tour
| Date           | Domicile                             | Extérieur                                     | Score    |
| -------------- | ------------------------------------ | --------------------------------------------- | -------- |
| 22 - 08 - 1937 | Wacker 04 Berlin                     | Hindenburg Allenstein                         | 6 - 0    |
| 29 - 08 - 1937 | Verein für Bewegungsspiele Sömmerda  | Eintracht Brunswick                           | 0 - 4    |
| 29 - 08 - 1937 | TuRa Bonn                            | SV 06 Kassel                                  | 4 - 2    |
| 29 - 08 - 1937 | FC St. Pauli                         | Rot-Weiß Oberhausen                           | 0 - 1    |
| 29 - 08 - 1937 | VfR Frankenthal                      | FC Schalke 04                                 | 1 - 3    |
| 29 - 08 - 1937 | Sportfreunde Schwarz-Weiß Wuppertal  | SV Dessau 05                                  | 5 - 1    |
| 29 - 08 - 1937 | Verein für Bewegungsspiele Friedberg | SV Waldhof 07                                 | 0 - 2    |
| 29 - 08 - 1937 | VfR Mannheim                         | Kickers Offenbach                             | 4 - 1    |
| 29 - 08 - 1937 | SpVgg Ratibor 03                     | Chemnitzer PSV                                | 2 - 3    |
| 29 - 08 - 1937 | Allgemeiner Sportverein Nürnberg     | VfB Stuttgart                                 | 0 - 1 ap |
| 29 - 08 - 1937 | Planitzer SC                         | Beuthen 09                                    | 3 - 1    |
| 29 - 08 - 1937 | TuRu Düsseldorf                      | Hanovre 96                                    | 4 - 7    |
| 29 - 08 - 1937 | Minerva Berlin                       | SC Victoria Hamburg                           | 0 - 0 ap |
| 29 - 08 - 1937 | Sport-Club Schlesien Haynau          | BC Hartha                                     | 0 - 10   |
| 29 - 08 - 1937 | FC Fribourg                          | VfR Wormatia 08 Worms                         | 1 - 3    |
| 29 - 08 - 1937 | SSV Ulm 1846                         | 1.FC Nuremberg                                | 4 - 1    |
| 29 - 08 - 1937 | Sportvereinigung Polizei Lübeck      | Berliner SV                                   | 0 - 1    |
| 29 - 08 - 1937 | Sportverein Germania 06 Bochum       | Verein für Rasensport Köln 04 rechtsrheinisch | 6 - 5    |
| 29 - 08 - 1937 | Fußballverein Zuffenhausen           | SpVgg Fürth                                   | 0 - 3    |
| 29 - 08 - 1937 | Rasensport Harburg                   | Werder Brême                                  | 2 - 5    |
| 29 - 08 - 1937 | Borussia Dortmund                    | Hambourg SV                                   | 3 - 1    |
| 29 - 08 - 1937 | Alemannia Plaidt                     | Duisburger FV 08                              | 1 - 3    |
| 29 - 08 - 1937 | VfB Mühlburg                         | FSV Francfort                                 | 2 - 1    |
| 29 - 08 - 1937 | Dunlop SV Hanau                      | Eimsbütteler TV                               | 0 - 2    |
| 29 - 08 - 1937 | SpVgg Köln-Sülz                      | Eintracht Francfort                           | 2 - 0    |
| 29 - 08 - 1937 | Tennis Borussia Berlin               | SC Sperber                                    | 3 - 1    |
| 29 - 08 - 1937 | SC Bajuwaren München                 | Karlsruher FV                                 | 1 - 4    |
| 29 - 08 - 1937 | Homberger Spielverein                | Kieler SV Holstein                            | 0 - 1    |
| 29 - 08 - 1937 | BuEV Danzig                          | Hertha BSC Berlin                             | 2 - 3 ap |

Match rejoué
| Date           | Domicile            | Extérieur      | Score |
| -------------- | ------------------- | -------------- | ----- |
| 05 - 09 - 1937 | SC Victoria Hamburg | Minerva Berlin | 2 - 0 |

## Deuxième tour
Les résultats du deuxième tour .
| Date           | Domicile               | Extérieur                           | score    |
| -------------- | ---------------------- | ----------------------------------- | -------- |
| 19 - 09 - 1937 | Eintracht Brunswick    | TuRa Bonn                           | 2 - 0    |
| 19 - 09 - 1937 | FC Schalke 04          | Rot-Weiß Oberhausen                 | 2 - 1    |
| 19 - 09 - 1937 | SV Waldhof 07          | Sportfreunde Schwarz-Weiß Wuppertal | 3 - 0    |
| 19 - 09 - 1937 | Chemnitzer PSV         | VfR Mannheim                        | 5 - 2    |
| 19 - 09 - 1937 | VfB Stuttgart          | Planitzer SC                        | 2 - 0    |
| 19 - 09 - 1937 | BC Hartha              | Wacker 04 Berlin                    | 2 - 1    |
| 19 - 09 - 1937 | VfR Wormatia 08 Worms  | SSV Ulm 1846                        | 4 - 1    |
| 19 - 09 - 1937 | Berliner SV            | Sportverein Germania 06 Bochum      | 3 - 0    |
| 19 - 09 - 1937 | SpVgg Fürth            | Breslauer FV                        | 7 - 1    |
| 19 - 09 - 1937 | Werder Brême           | Borussia Dortmund                   | 3 - 4 ap |
| 19 - 09 - 1937 | Duisburger FV 08       | VfB Mühlburg                        | 1 - 0    |
| 19 - 09 - 1937 | Eimsbütteler TV        | SpVgg Köln-Sülz                     | 2 - 0    |
| 19 - 09 - 1937 | Tennis Borussia Berlin | Dresdner SC                         | 3 - 4 ap |
| 19 - 09 - 1937 | Karlsruher FV          | Fortuna Düsseldorf                  | 0 - 2    |
| 19 - 09 - 1937 | Kieler SV Holstein     | Hertha BSC Berlin                   | 5 - 3    |
| 17 - 10 - 1937 | Hanovre 96             | SC Victoria Hamburg                 | 3 - 2    |

## Huitièmes de finale
Les résultats des huitièmes de finale.
| Club recevant      | Score   | Club visiteur          |
| ------------------ | ------- | ---------------------- |
| FC Schalke 04      | 1 -0 ap | Eintracht Braunschweig |
| Berliner SV        | 1 -0    | SpVgg Greuther Fürth   |
| SV Waldhof 07      | 2 -0    | Chemnitzer PSV         |
| Borussia Dortmund  | 1 -1 ap | Duisburger FV 08       |
| VfB Stuttgart      | 2 -1    | Hannover 96            |
| Dresdner SC        | 3 -0    | Eimsbütteler TV        |
| BC Hartha          | 4 -2    | VfR Wormatia 08 Worms  |
| Fortuna Düsseldorf | 2 -1    | Kieler SV Holstein     |

Match rejoué
| Club recevant    | Score | Club visiteur     |
| ---------------- | ----- | ----------------- |
| Duisburger FV 08 | 1 -3  | Borussia Dortmund |

## Quarts de finale
Les résultats des quarts de finale.
| Club recevant      | Score | Club visiteur     |
| ------------------ | ----- | ----------------- |
| FC Schalke 04      | 3 -1  | Berliner SV       |
| SV Waldhof 07      | 4 -3  | Borussia Dortmund |
| Dresdner SC        | 3 -1  | VfB Stuttgart     |
| Fortuna Düsseldorf | 4 -1  | BC Hartha         |

## Demi-finales
Les résultats des demi-finales.
| Club recevant | Score | Club visiteur      |
| ------------- | ----- | ------------------ |
| FC Schalke 04 | 2 -1  | SV Waldhof 07      |
| Dresdner SC   | 2 -5  | Fortuna Düsseldorf |

## Finale
Le résultat de la finale.
| Entraîneur : |
| Hans Schmidt |

| Entraîneur : |
| Karl Flink   |

| Entraîneur : |
| Hans Schmidt |

| Entraîneur : |
| Karl Flink   |